# Ivar (wrestler)
Todd Smith (ur. 3 marca 1984 w Lynn) – amerykański profesjonalny wrestler, obecnie występujący w federacji WWE w brandzie Raw pod pseudonimem ringowym Ivar. Jest najbardziej znany z występów w drużynie War Machine/War Raiders/The Viking Raiders wraz z Erikem. Wspólnie z nim jest byłym posiadaczem IWGP Tag Team Championship i ROH World Tag Team Championship.

## Kariera profesjonalnego wrestlera

### Wczesna kariera (2001–2013)
Będąc trenowanym przez Killera Kowalskiego, Smith zadebiutował w profesjonalnym wrestlingu w 2001. Przez kolejne lata pracował w wielu federacjach niezależnych w regionach Nowej Anglii, głównie dla New England Championship Wrestling i Chaotic Wrestling. Wraz z Maxem Bauerem i Pretty Psycho tworzył grupę The Trendsetters. On i Brian Milonas byli głównymi instruktorami w szkółce wrestlerskiej promocji Chaotic Wrestling.

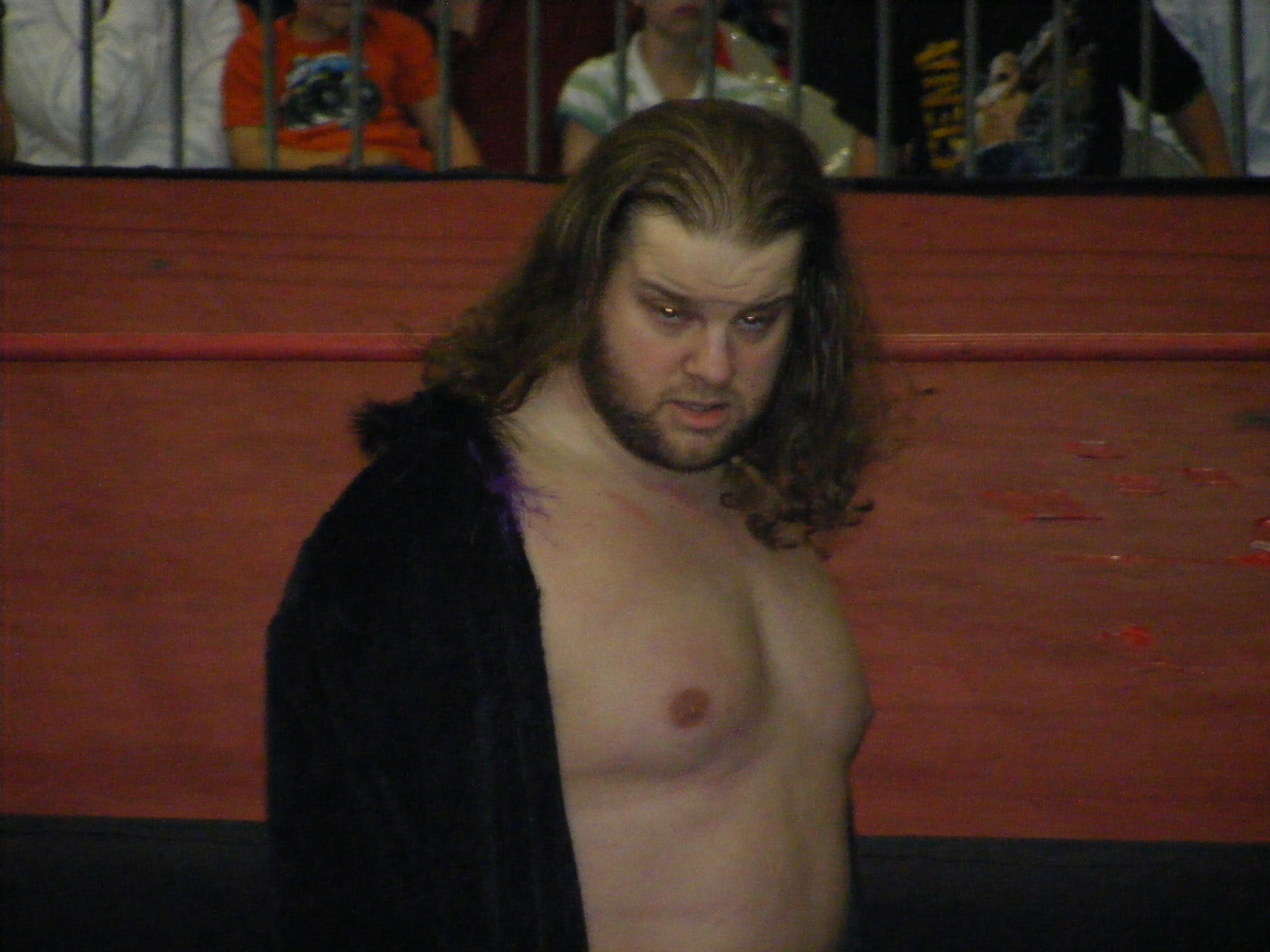
Handsome Johnny w 2008

Smith pojawił się podczas odcinka tygodniówki Velocity federacji WWE w dniu 16 grudnia 2005, gdzie przegrał z Dougiem Bashamem. 15 września 2016 wystąpił podczas odcinka SmackDown! i występując jako Todd Hansen przegrał z Sylvestrem Terkayem.
16 lutego 2008, Smith pokonał Brandona Locke’a i zdobył NECW Television Championship. 22 kwietnia musiał zawiesić tytuł z powodu odniesienia kontuzji podczas jednej z obron pasa. 1 czerwca zdołał odzyskać tytuł po pokonaniu Chase’a Del Monte w finale turnieju o zwakowany pas. Pod koniec 2008, Chaotic Wrestling zaczęło emitować winietki promujące Smitha w postaci Handsome Johnny’ego, który wprowadził do federacji „The Duke of Elegance” Dona Chesterfielda. Smith występował jako Handsome Johnny w federacjach Eastern Wrestling Alliance i Front Row Wrestling. W 2010 w federacji NECW zaczął występować jako „Handsome” Johnny Hayes.

### Ring of Honor (2013–2017)
Smith zadebiutował w federacji Ring of Honor (ROH) 27 lipca 2013, gdzie przegrał czteroosobową walkę z Brianem Furym, Kongo i Vinnym Marseglią. Kilka miesięcy później został ogłoszony ósmym zawodnikiem przystępującym do turnieju Top Prospect Tournament 2014. Wygrał turniej pokonując kolejno Cheeseburgera w ćwierćfinale, Andrew Everetta w półfinale i Raymonda Rowe’a w finale. Dzięki zwycięstwu otrzymał szansę na walkę o ROH World Television Championship podczas gali 12th Anniversary Show, lecz poległ w pojedynku z Tommaso Ciampą.
W kwietniu 2014 założył drużynę z Raymondem Rowe’em i wspólnie zaczęli występować jako War Machine. 11 kwietnia zostało ogłoszone, że duo podpisało kontrakty z ROH. 22 sierpnia 2015, War Machine pokonali Killer Elite Squad (Davey Boy Smitha Jr. i Lance’a Archera) w non-title matchu, dzięki czemu mogli zawalczyć o ich GHC Tag Team Championship (tytuły federacji Pro Wrestling Noah). Hanson i Rowe zawalczyli z nimi w Japonii 19 września, lecz zostali pokonani. 18 grudnia podczas gali Final Battle, War Machine pokonali The Kingdom (Matta Tavena i Michaela Bennetta), dzięki czemu zdobyli ROH World Tag Team Championship. Tytuły utracili 9 maja 2016 podczas gali War of the Worlds na rzecz The Addiction (Christophera Danielsa i Frankiego Kazariana). 16 grudnia 2017 wystąpili w ostatniej walce dla federacji ROH.

### Japonia (2015–2018)
14 września 2015, Hanson i Rowe zadebiutowali dla federacji Pro Wrestling Noah, gdzie wspólnie z Takashim Sugiurą pokonali członków grupy Suzuki-gun (Davey Boy Smitha Jr., Lance’a Archera i Minoru Suzukiego). Dzięki zwycięstwu, pięć dni później zawalczyli ze Smithem i Archerem o ich GHC Tag Team Championship, lecz przegrali pojedynek.
W listopadzie 2016, War Machine zadebiutowali dla New Japan Pro-Wrestling (NJPW) i wzięli udział w turnieju World Tag League 2016. Zdołali wygrać cztery walki z siedmiu, przez co nie dostali się do finałów. 9 kwietnia 2017 podczas gali Sakura Genesis, War Machine pokonali Tencozy (Hiroyoshiego Tenzana i Satoshiego Kojimę), przez co zdobyli tytuły IWGP Tag Team Championship. Utracili je na rzecz Guerrillas of Destiny (Tama Tongi i Tangi Loa) 11 czerwca na gali Dominion 6.11 in Osaka-jo Hall, lecz odzyskali w no disqualification matchu podczas gali G1 Special in USA z 1 lipca. War Raiders stracili tytuły na rzecz Killer Elite Squad w three-way matchu (w którym brali udział również Guerrillas of Destiny) podczas gali Destruction in Kobe z 24 września.

### WWE (od 2018)
16 stycznia 2018 zostało ogłoszone, że Hanson i Raymond Rowe podpisali kontrakty z WWE i rozpoczną dalsze treningi w szkółce WWE Performance Center, a także zostaną przydzieleni do rozwojowego brandu NXT. Zadebiutowali w telewizji 11 kwietnia podczas odcinka tygodniówki NXT, gdzie jako War Raiders zaatakowali drużynę Heavy Machinery (Otisa Dozovica i Tuckera Knighta), a także Riddicka Mossa i Tino Sabbatellego.

## Życie prywatne
Todd Smith, a także jego tag teamowy partner Raymond Rowe, są zwolennikami ruchu straight edge.

## Styl walki
- Finishery
  - Spin Kick of Doom (Spin kick)[26][27]

- Inne ruchy
  - Cartwheel lariat[26][28]
  - Moonsault[26][29]
  - Handsome Slam (Sidewalk slam)[28]
  - Snake eyes[26]

- Przydomki
  - „War Beard”[30]

- Motywy muzyczne

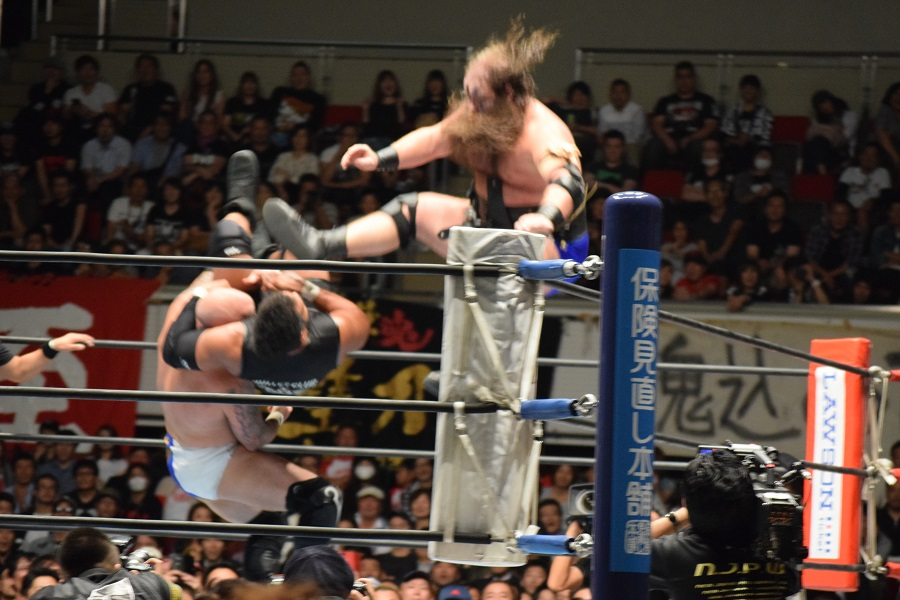
War Machine wykonujący Fallout na Tandze Loa

  - „War” ~ CFO$ (NXT; od 11 kwietnia 2018; używany podczas współpracy z Rowe’em jako War Raiders)

## Mistrzostwa i osiągnięcia
- Brew City Wrestling

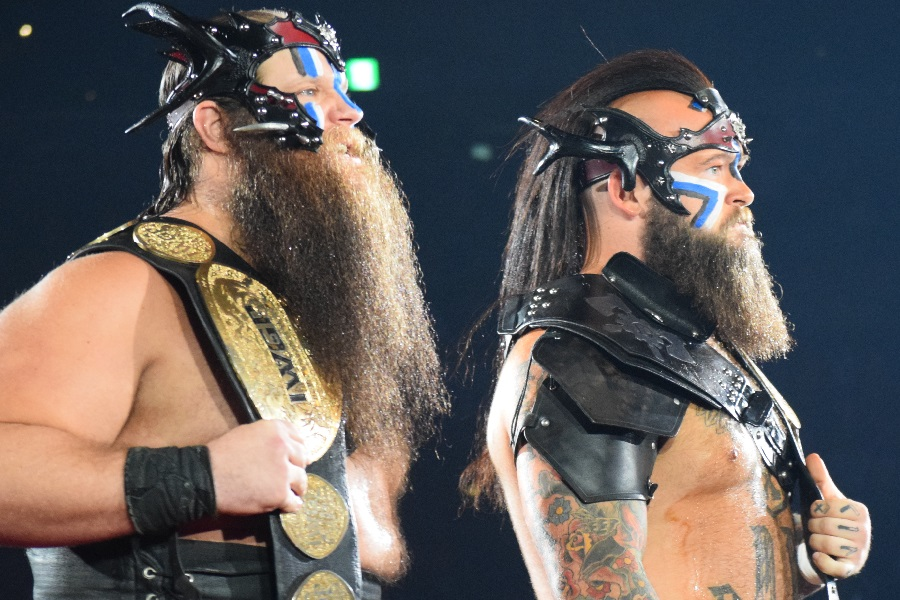
Hanson (po lewej) i Raymond Rowe będący w posiadaniu IWGP Tag Team Championship

  - BCW Tag Team Championship (1 raz) – z Raymondem Rowe’em

- Chaotic Wrestling
  - Chaotic Wrestling Heavyweight Championship (3 razy)[1]
  - Chaotic Wrestling Tag Team Championship (2 razy) – z Psycho[31][32]

- Millennium Wrestling Federation
  - MWF Heavyweight Championship (1 raz)[33][34]
  - MWF Tag Team Championship (1 raz) – z Beau Douglasem[35][36]

- New Japan Pro-Wrestling
  - IWGP Tag Team Championship (2 razy) – z Raymondem Rowe’em[21][23]

- NWA New England
  - NWA New England Television Championship (1 raz)[37][38]
  - NWA New England Tag Team Championship (1 raz) – z Beau Douglasem[39][40]

- New England Championship Wrestling
  - NECW Television Championship (2 razy)[41][42]
  - IRON 8 Championship (2010)

- New England Wrestling Alliance
  - NEWA Heavyweight Championship (1 raz)

- Northeast Wrestling
  - NEW Heavyweight Championship (1 raz)

- Pro Wrestling Illustrated
  - PWI umieściło go w top 500 wrestlerów rankingu PWI 500: 290. miejsce w 2014; 241. miejsce w 2015; 108. miejsce w 2016; 133. miejsce w 2017[43]

- Ring of Honor
  - ROH World Tag Team Championship (1 raz) – z Rayem Rowe’em[14]
  - Top Prospect Tournament (2014)

- Ultimate Championship Wrestling
  - UCW Tag Team Championship (1 raz) – z Beau Douglasem

- VIP Wrestling
  - VIP Tag Team Championship (1 raz) – z Raymondem Rowe’em[44]

- What Culture Pro Wrestling
  - WCPW Tag Team Championship (1 raz) – z Rayem Rowe’em[45]

- Xtreme Wrestling Alliance
  - XWA Heavyweight Championship (1 raz)

- Inne tytuły
  - OW Tag Team Championship (1 raz) – z Psycho